# Копаоник (горнолыжный курорт)
Копаоник (горнолыжный центр Копаоник) (серб. Ски центар Копаоник), горный курорт и крупнейший центр зимнего туризма в Сербии. Расположен на склонах горы Копаоник (2017 м), является местом для катания на лыжах и сноуборде. Курорт предлагает различные активности, например, теннис, спа-процедуры. В районе есть несколько отелей и хостелов, кафе, баров и ночных клубов.

## История
Горнолыжный курорт Копаоник был основан в 1964 году, когда была открыта первая кресельная канатная дорога.
В 1981 году гора Копаоник была объявлена национальным парком Сербии. В том же году Международная  федерация лыжного спорта (FIS) признала горнолыжный курорт международным горнолыжным центром.
В 1999 году, во время бомбардировок Югославии авиацией НАТО, горнолыжный курорт несколько раз бомбили, так как неподалёку находится военная база Сербских вооруженных сил.

## Инфраструктура
По состоянию на 2018 год на горнолыжном курорте Копаоник 28 подъемников, из них 75 километров (47 миль) подъемников. горнолыжных трасс для всех категорий.
Около 55 километров (34 миль) горнолыжных трасс и 12 километров (7 миль) беговых трасс, это самый большой горнолыжный курорт в Сербии.
Курорт оборудован системой искусственного снега, которая покрывает большую часть курорта. Работает ночная лыжная трасса.
На Копаонике мягкая зима с большим количеством снегопадов, и в среднем около 200 солнечных дней в году, из которых 160 дней покрыты снегом.
Горнолыжный курорт Копаник считается одним из лучших горнолыжных курортов в Восточной Европе, с отличным рельефом для начинающих и лыжников ниже среднего.
На горнолыжном курорте Копаоник существует туристический налог, который составляет от 1 до 2 евро в сутки в зависимости от отеля и апартаментов.

## Фестивали
С 23 по 29 марта в районе горнолыжного курорта проходит ежегодный музыкальный фестиваль «Большой снег». Фестиваль собирает международных исполнителей регги, джаза и электронной музыки.
На горнолыжном курорте есть «Снежный парк» для экстремальных лыжников и сноубордистов.
На курорте есть луга, лесные массивы, состоящие из разных видов деревьев, живописные места и речные ущелья

## Транспорт
Горнолыжный курорт Копаоник хорошо связан с основными транспортными маршрутами Сербии. Связан с шоссе Ибар, находится на 127 километров (79 миль) (два часа езды) от международного аэропорта Ниш и 287 километров (178 миль) (четыре часа езды) от аэропорта Белграда имени Николы Теслы. Недавно открытый аэропорт Морава недалеко от Кралево находится намного ближе к этому горнолыжному курорту (примерно 102 км, 63 мили, примерно в полутора часах езды по шоссе Ибар).
Однако он находится только на ранней стадии развития, хотя ожидается, что этот аэродром в будущем станет основным узлом для Копаоника. Также на территории военной базы 0,8 километра (0,50 миль) находится общественная вертодромная площадка.

## Галерея

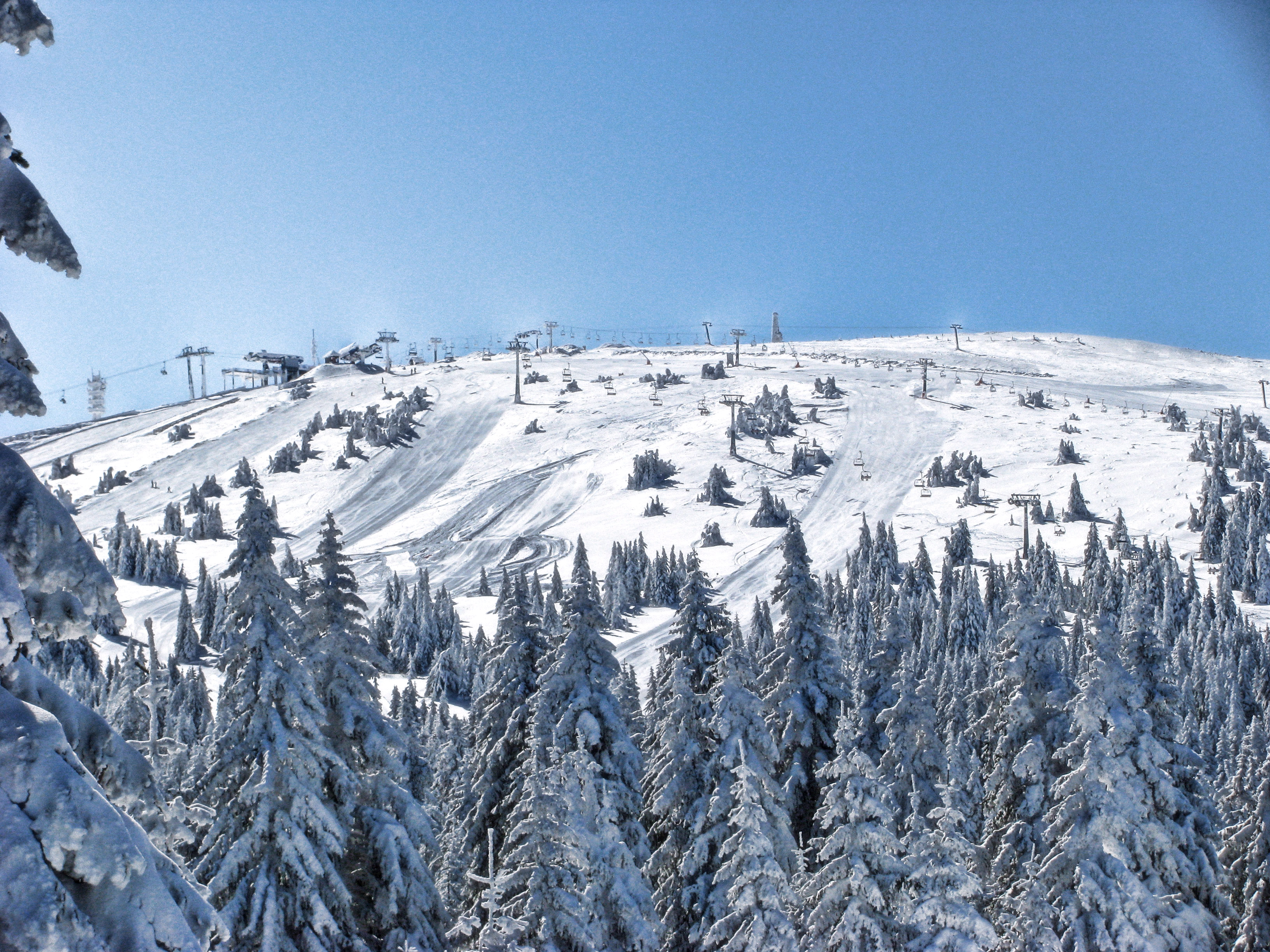
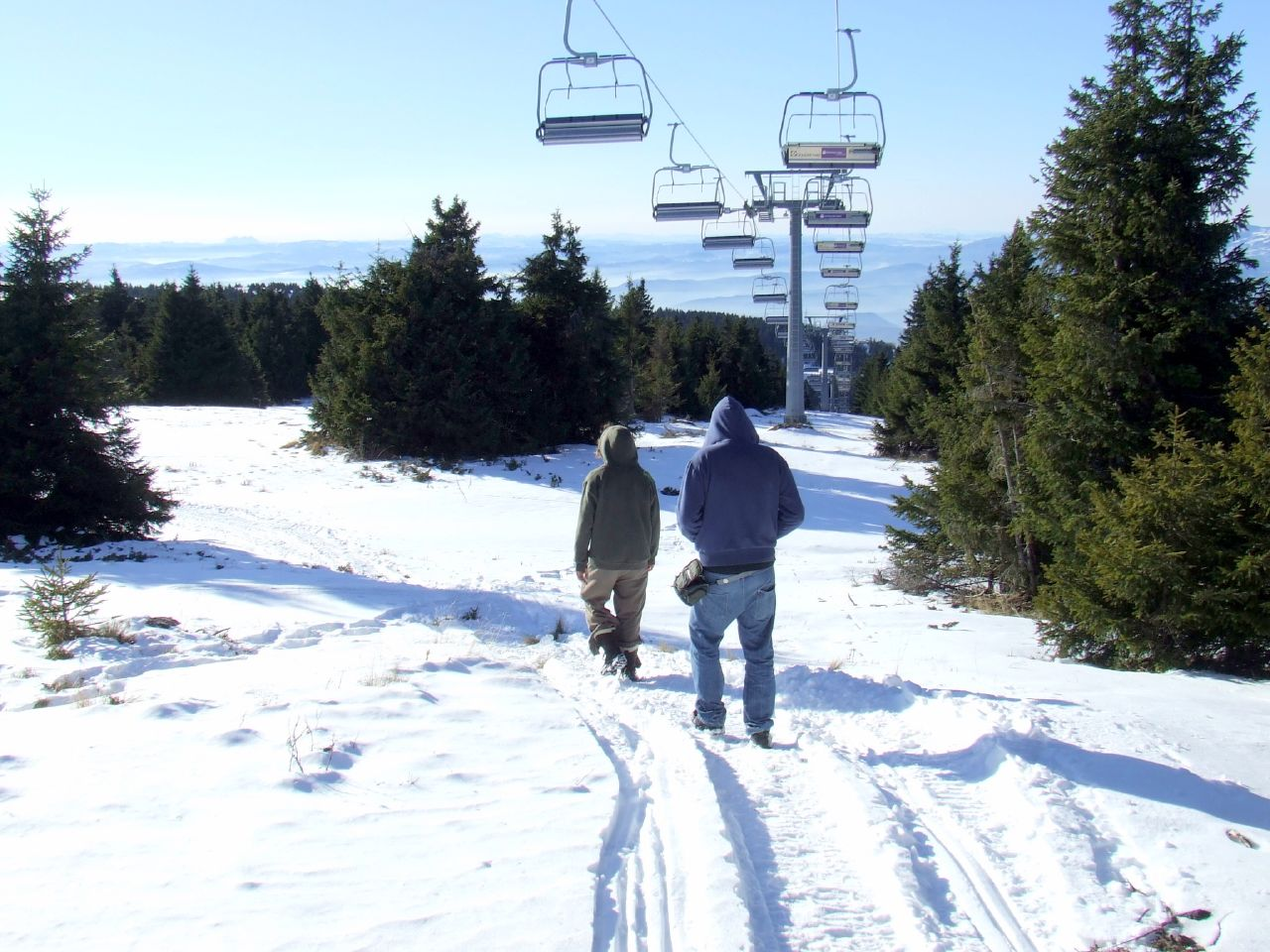
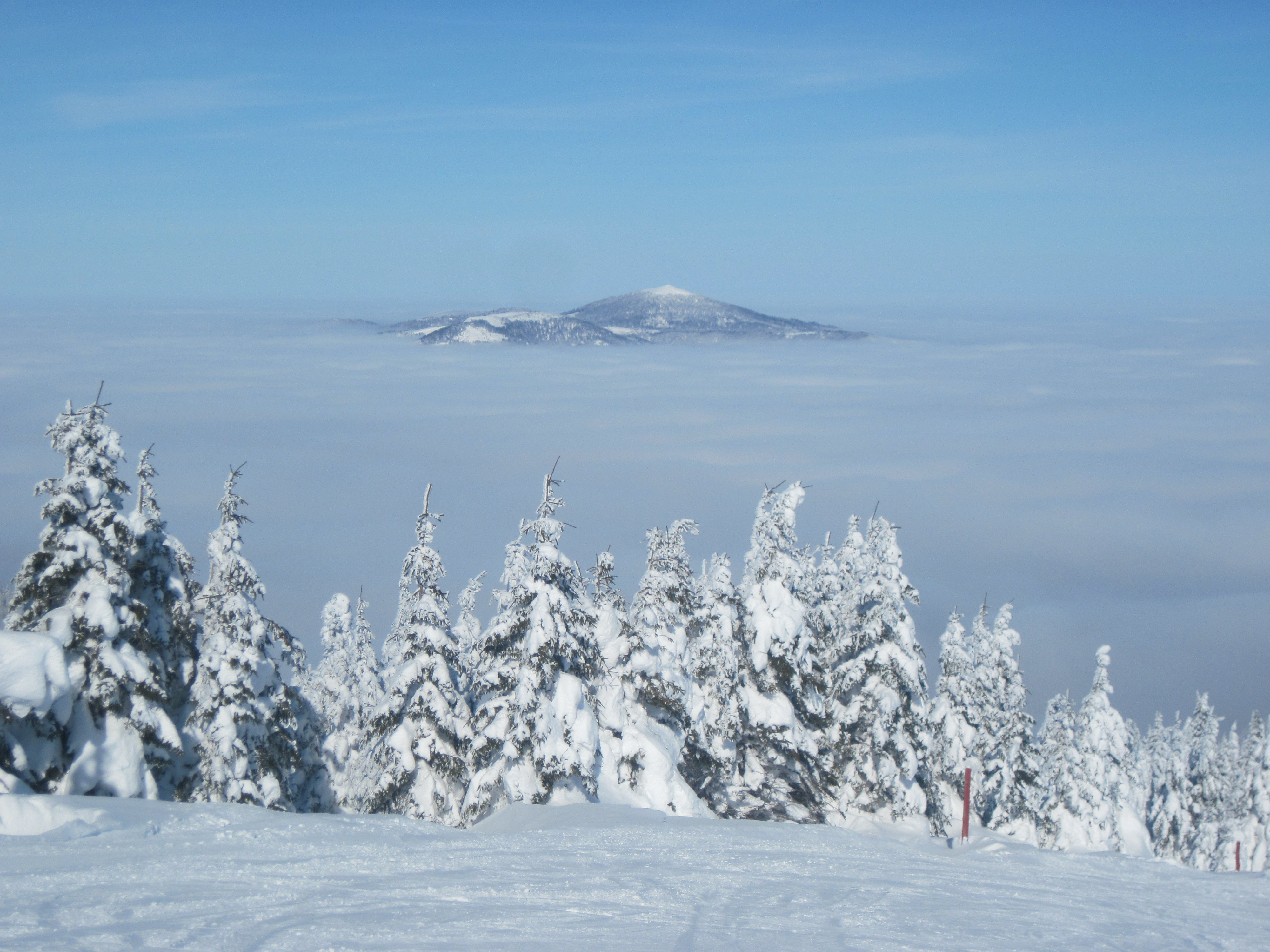
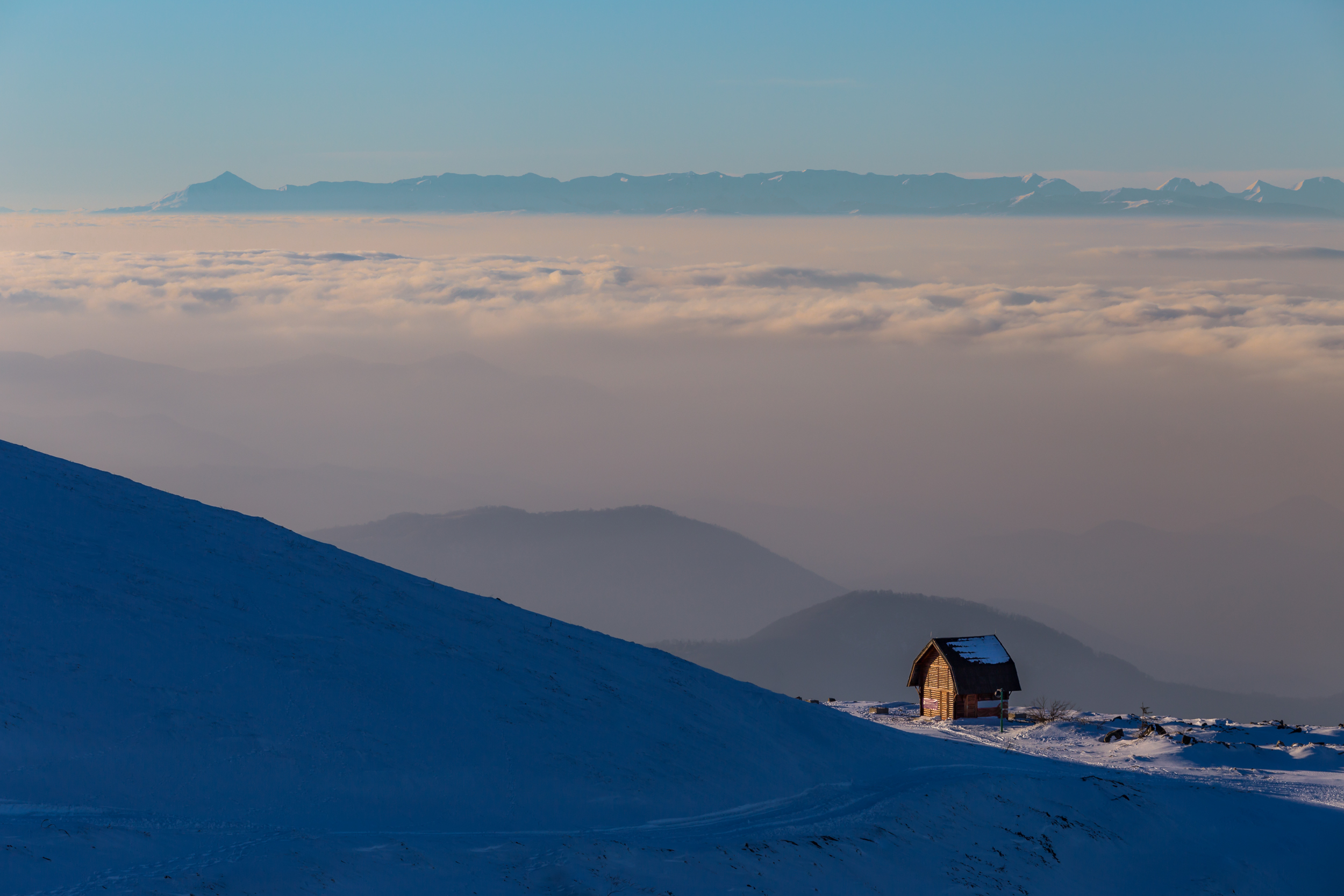
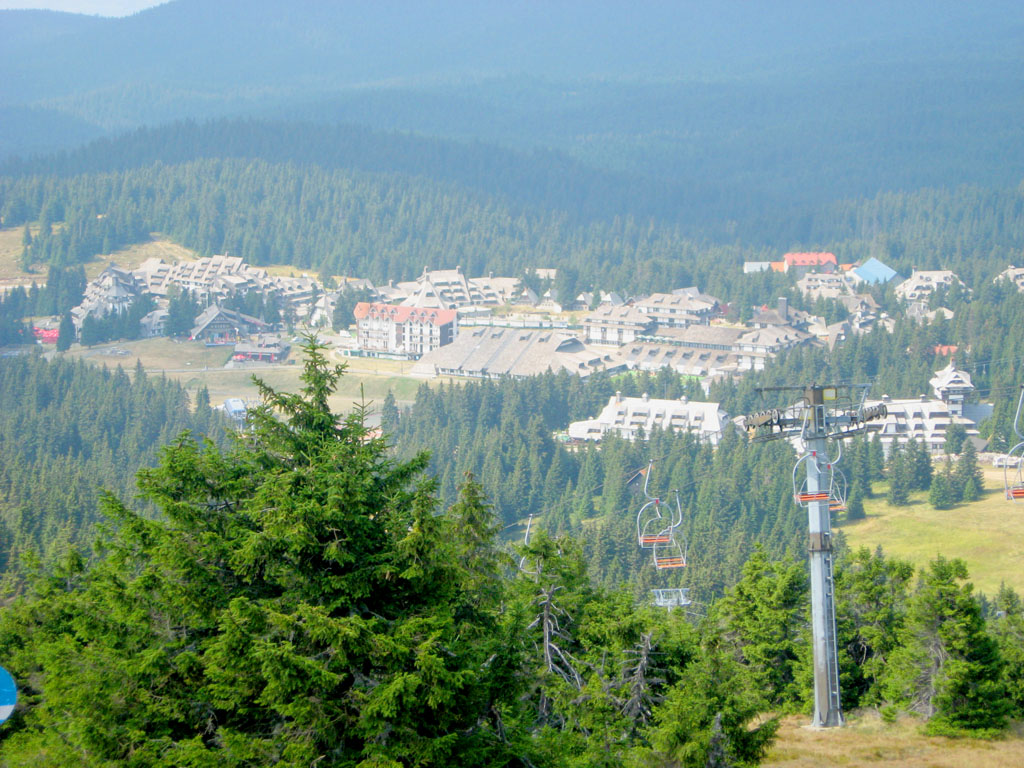
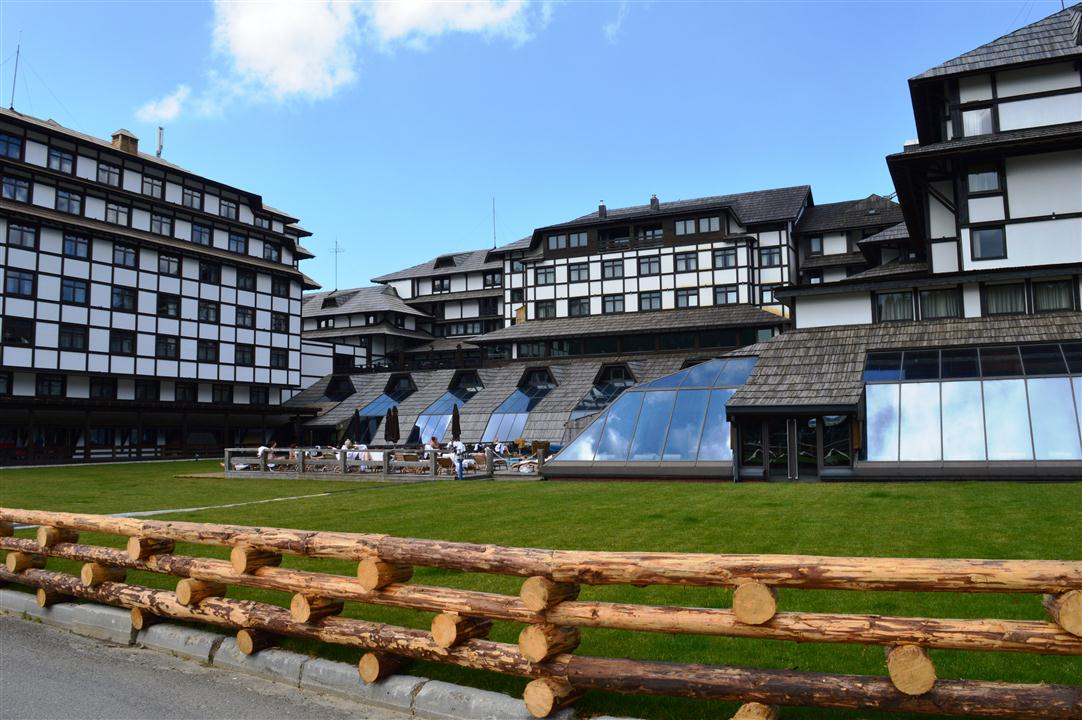
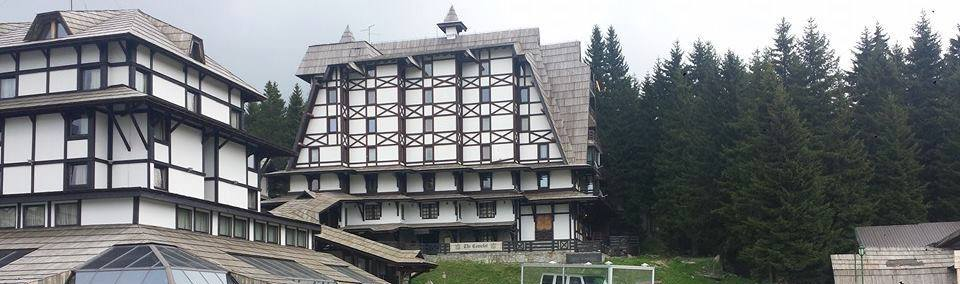
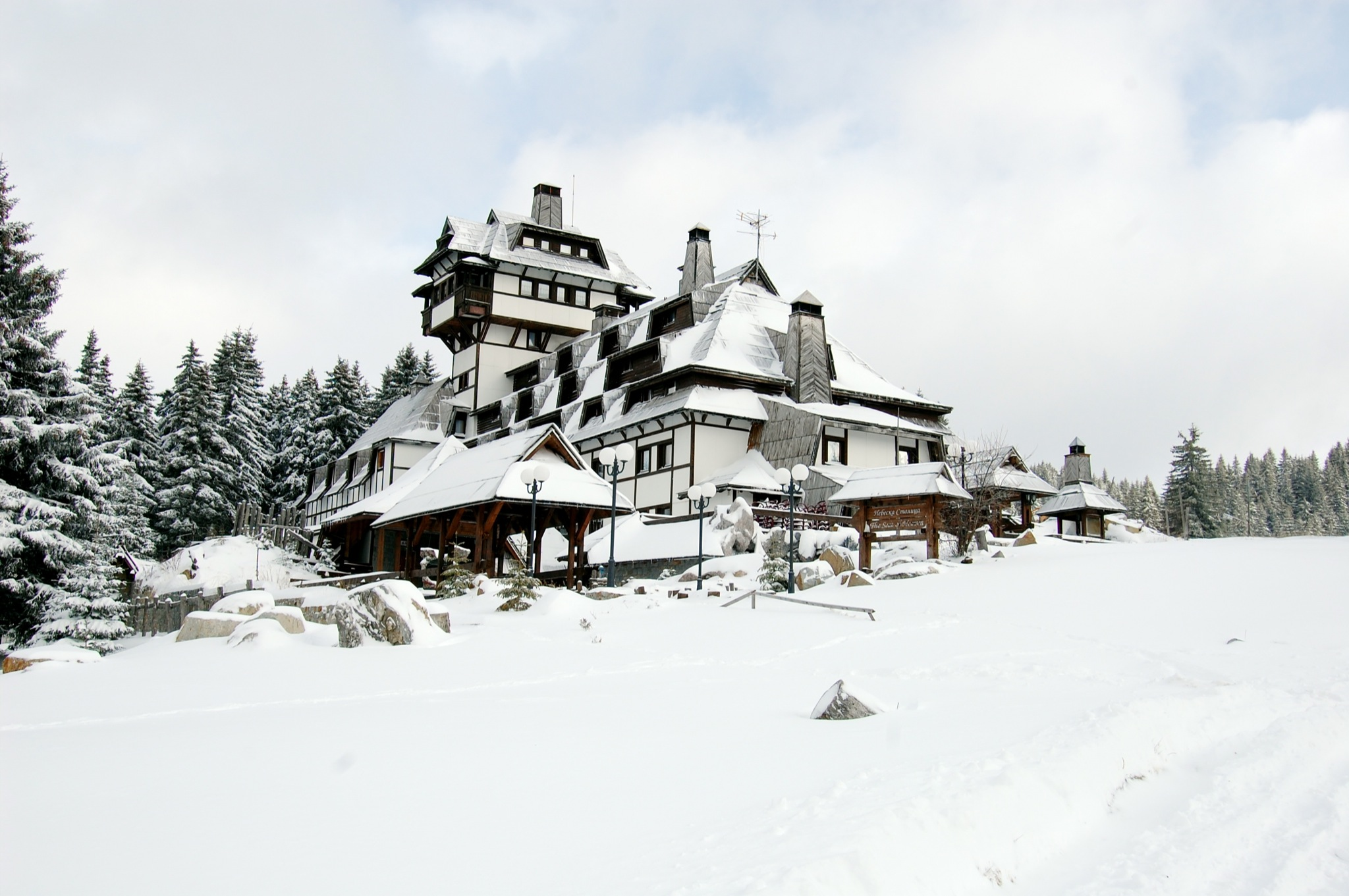
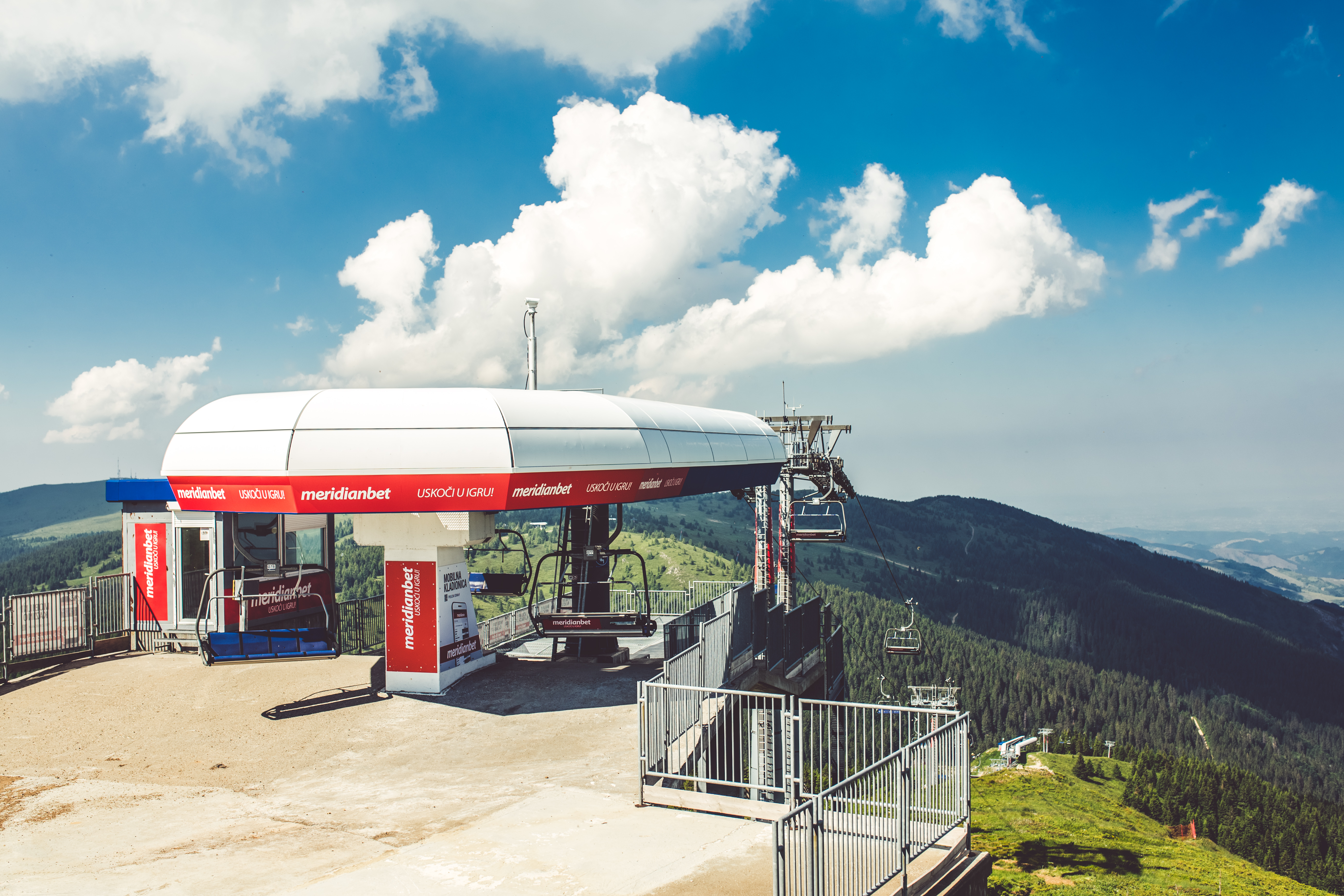
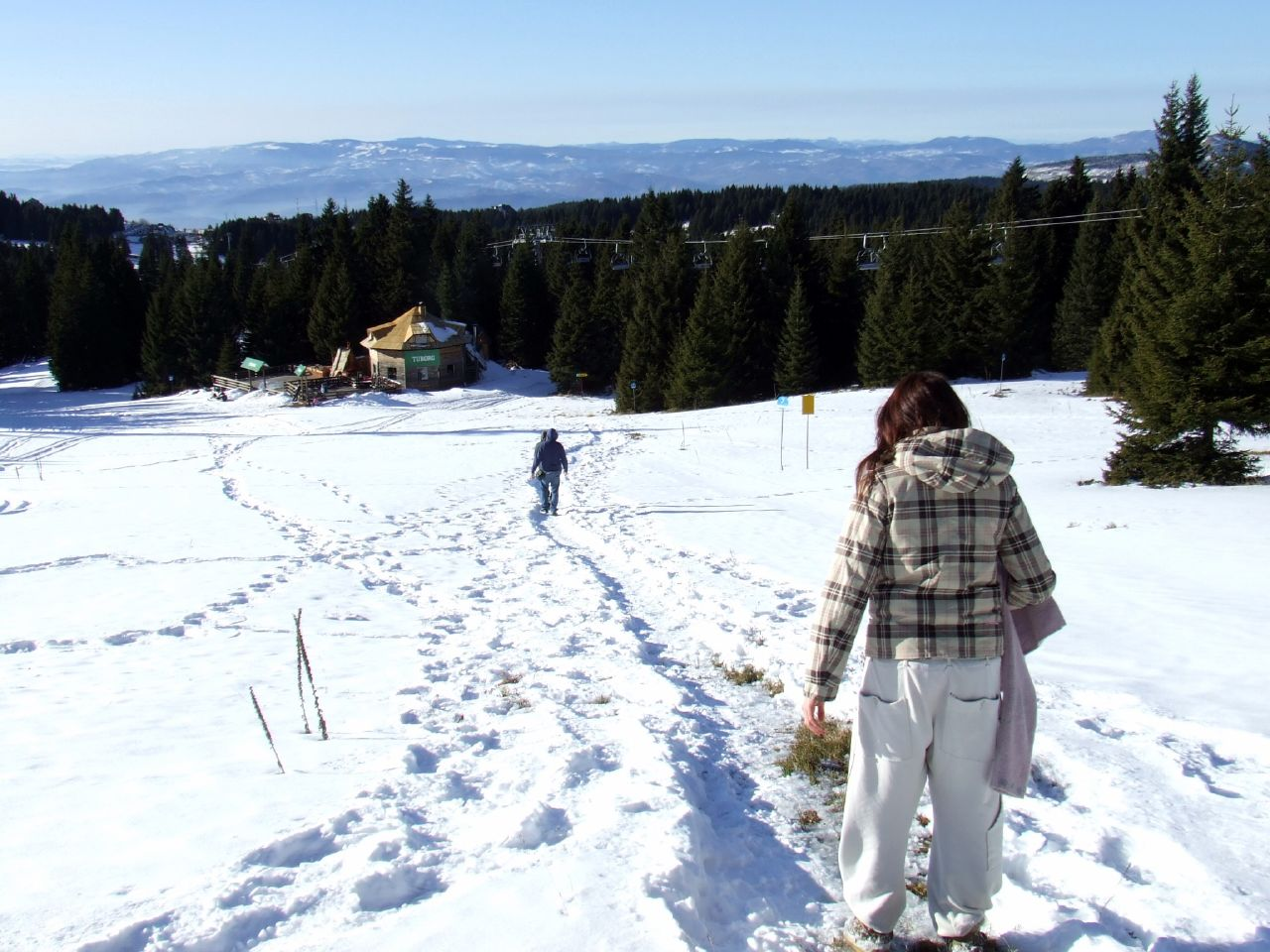
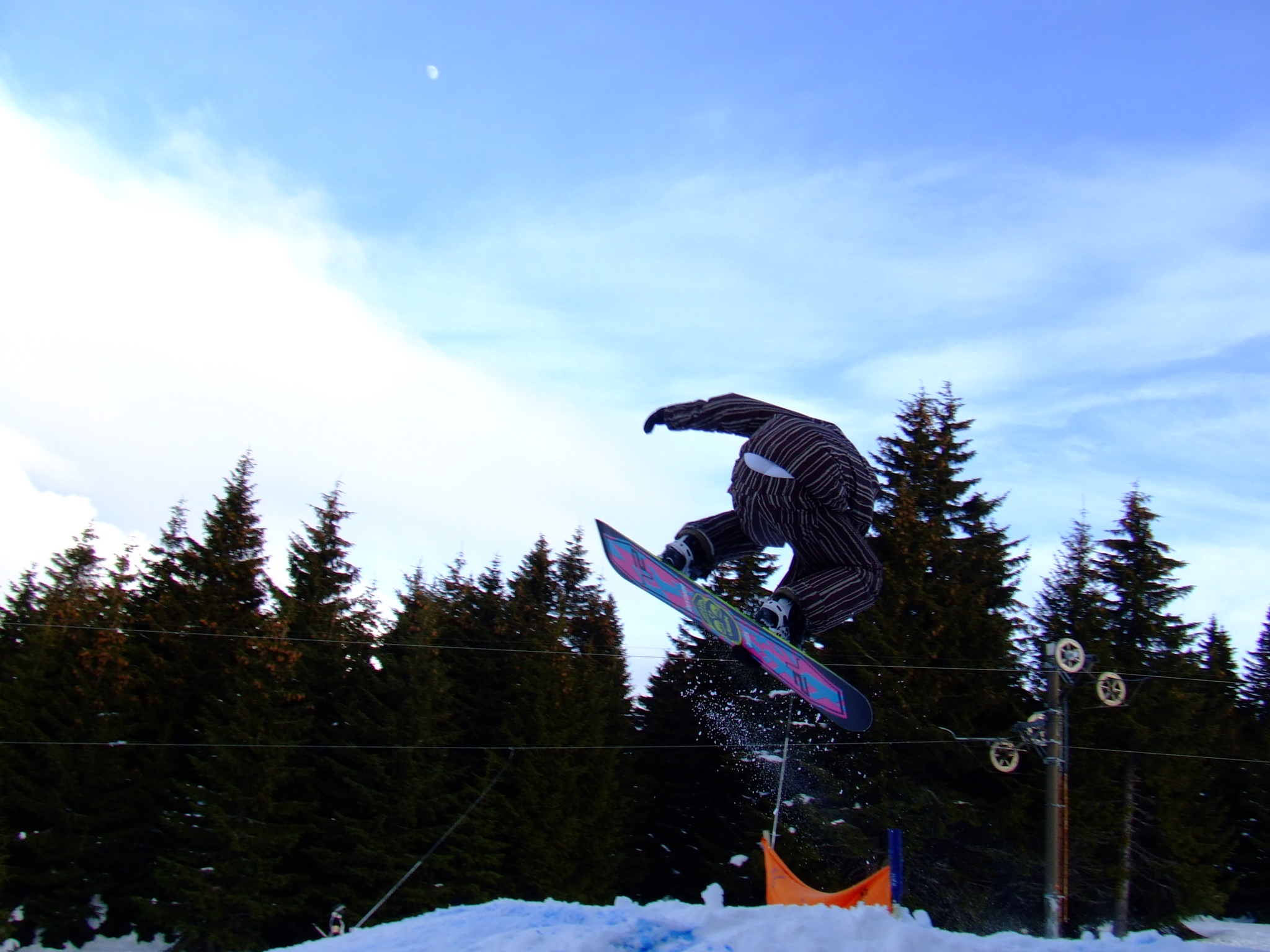

## Рекомендации
1. ↑  Haddad, Sam (21 ноября 2018). Snowboarding in Serbia: deep powder for those without deep pockets. theguardian.com. Архивировано 1 февраля 2021. Дата обращения: 23 декабря 2018.
2. ↑  Зырянов А.и, Зырянова И.с. Сербия: туристские достоинства нетуристской страны // Географический вестник. — 2014. — Вып. 2 (29). — ISSN 2079-7877. Архивировано 23 сентября 2016 года.
3. ↑  Kopaonik. serbia.travel. Архивировано 6 февраля 2021. Дата обращения: 23 декабря 2018.
4. ↑  Bukvić, Dimitrije (9 июля 2017). Blago srebrne planine. politika.rs (серб.). Архивировано 1 февраля 2021. Дата обращения: 23 декабря 2018.
5. ↑  Шагланов А.а. Военные преступления НАТО против человечности 1991-2011 гг // Законность и правопорядок в современном обществе. — 2011. — Вып. 5.
6. ↑  Новиков Сергей Степанович. Экологические и правовые аспекты бомбардировок Югославии в 1999 г // Вестник Ивановского государственного энергетического университета. — 2011. — Вып. 2. — ISSN 2072-2672.
7. ↑  Serbia's Winter Wonderland. bbc.com. Архивировано 1 февраля 2021. Дата обращения: 23 декабря 2018.
8. ↑  Hardy, Peter (21 февраля 2017). The 10 best ski resorts in Eastern Europe. telegraph.co.uk. Архивировано 29 января 2021. Дата обращения: 23 декабря 2018.
9. ↑  Москаева Мария Александровна, Тесленок Сергей Адамович. ГЕОИНФОРМАЦИОННО-КАРТОГРАФИЧЕСКИЙ АНАЛИЗ ТУРИСТСКОГО ПОТОКА СЕРБИИ // Огарёв-Online. — 2020. — Вып. 10 (147).
10. ↑  Евсикова Е.в. Некоторые аспекты регламентации правоотношений в сфере установления, введения, взимания и перечисления курортного сбора (опыт зарубежных стран) // Ученые записки Крымского федерального университета имени В. И. Вернадского. Юридические науки. — 2018. — Т. 4 (70), вып. 1. — ISSN 2413-1733.
11. ↑  Putovanja - Destinacije - Kopaonik - skijanje i uživanje - B92 Putovanja. B92 (3 декабря 2011). Дата обращения: 27 января 2021. Архивировано 16 января 2017 года.
12. ↑  Turistički centar Kopaonik. Tckopaonik.com (30 ноября 2011). Дата обращения: 16 сентября 2013. Архивировано 5 октября 2013 года.
13. ↑  Stevs. Intervju 2013/14: Generalni direktor JP "Skijališta Srbije" Dejan Ljevnaić. Kopaonik - infoKOP. Дата обращения: 27 января 2021. Архивировано 5 февраля 2021 года.
14. ↑  Infokop: «Avionom preko 'Morave' do Kopaonika». Дата обращения: 27 января 2021. Архивировано 1 февраля 2021 года.